# Paraschizopera trifida
Paraschizopera trifida is een eenoogkreeftjessoort uit de familie van de Tetragonicipitidae. De wetenschappelijke naam van de soort is voor het eerst geldig gepubliceerd in 1980 door Yeatman.